# 10 Samodzielny Batalion Piechoty Zmotoryzowanej (Ukraina)
10 Samodzielny Batalion Piechoty Zmotoryzowanej „Polesie” – batalion Wojsk Lądowych Ukrainy, podporządkowany 30 Nowogrodzkiej Samodzielnej Brygadzie Zmechanizowanej. Jako batalion obrony terytorialnej brał udział w konflikcie na wschodniej Ukrainie. Batalion stacjonuje w Nowogrodzie Wołyńskim w obwodzie żytomierskim.

## Wykorzystanie bojowe
Nim został wysłany na wschód, pod koniec maja 2014 roku batalion wykonywał zadania na punktach kontrolnych na autostradach obwodu żytomierskiego. W czerwcu żołnierze nadal służyli na punktach kontrolnych w obwodzie, ochraniając m.in. strategicznie ważne obiekty i wspierając milicję w zapewnianiu porządku publicznego. 14 lipca Polesie zostało wysłane na wschód, w celu ochrony granicy państwowej w obwodzie chersońskim. W połowie września większość personelu batalionu przeniesiono z tymczasowego obozu do miejsca dyslokacji pod wsią Striłkowe, w pobliżu Mierzei Arbackiej (okolice Półwyspu Krymskiego). 17 stycznia 2015 roku, w rejonie wołnowaskim, zginął zastępca dowódcy batalionu, ppłk W.W. Karpenko. 9 lutego po ostrzelaniu pozycji Polesia pod Hranitnem, zginęło trzech jego żołnierzy.